# Satreyan (Kanigoro)
Satreyan is een bestuurslaag in het regentschap Blitar van de provincie Oost-Java, Indonesië. Satreyan telt 7936 inwoners (volkstelling 2010).